# Фотографія з жінкою і диким кабаном
«Фотографія з жінкою і диким кабаном» (латис. «Fotogrāfija ar sievieti un mežakuili») — радянський художній фільм режисера Арвідса Крієвса. Детектив за сценарієм Андріса Колбергса, знятий на Ризькій кіностудії у 1987 році.

## Сюжет
Фільм про розслідування загадкового вбивства молодого фотографа Рудольфа, застреленого з мисливської рушниці у дворі багатоквартирного будинку в центрі міста. Про бажання слідчого дійти до справжніх мотивів злочину, незважаючи на те, що досить скоро з'явився підозрюваний, який взяв на себе відповідальність за скоєний злочин.
Персонажі: Рудольф Дімда — модний фотограф, який недавно розлучився з дружиною. Любить жіноче товариство, зробив кілька відвертих фото вчительки Юдіти, спокусив її, але відмовився прийняти, коли вона пішла від чоловіка. Карліс Валдерс — інвалід афганської війни, сусід Рудольфа по комунальній квартирі. Школярем був учнем Юдіти, пристрасно, але без відповіді любив її. Вважає Рудольфа вульгарним і гидким розпусником. Запевняв слідство, що це він з почуття ненависті стріляв в фотографа. Конрад Улфс — молодий слідчий прокуратури, заперечує вину свого колишнього товариша по службі Карліса. Вбивця після пострілу пішов з місця злочину через горишнє вікно, що неможливо було виконати паралізованому Карлісу. Юдіта Жирака — перебуває у шлюбі з Зігурдсом, має над ним владу, домоглася, що будинок був переписаний на її ім'я. Знає про любов до неї Карліса, але свідомо йде на зв'язок з його приятелем Рудольфом. Зігурдс Жиракс — володар великого будинку, що дістався у спадок від батька. Був підкаблучником і закривав очі на романи своєї дружини. Побоюючись, що після відходу Юдіти вона може претендувати на володіння будинком і дохідною оранжереєю — вбиває Рудольфа. Він не холодний вбивця, в його вчинку мало логіки. Коли пішли емоції і Зігурдс зрозумів, що незабаром буде викритий — накладає на себе руки.

## У ролях
- Алвіс Херманіс — Карліс Валдерс
- Мірдза Мартінсоне — Юдіта Жирака, вчителька
- Петеріс Ґаудіньш — Рудольф Дімда, фотограф
- Саулюс Баландіс — Конрад Улфс, співробітник карного розшуку
- Івар Калниньш — Зігурдс Жиракс
- Ельза Радзиня — Паула
- Варіс Ветра — Арніс
- Інесе Паберза — Гілда Дімда

## Знімальна група
- Автор сценарію: Андріс Колбергс
- Режисер-постановник: Арвідс Крієвс
- Оператор-постановник: Давіс Сіманіс
- Композитор: Мартіньш Браунс
- Художник-постановник:  Василь Масс
- Звукооператор: Анрійс Кренбергс
- Режисер: Вія Озере
- Оператор: Валдемар Ємельянов
- Художник по костюмах: Вечелла Варславане
- Художник-гример: Едіта Норієте
- Художник-фотограф: Гунтіс Ґрунте
- Монтажер: Лієна Баліня
- Редактор: Антонс Брокс
- Музичний редактор: Андіс Плокс
- Асистенти режисера: Беніта Лаче, Валія Церцина
- Асистенти оператора: Айварс Дамбекалнс, Улдіс Міллерс
- Асистент художника: Арія Мейдропа
- Адміністратор: Агріс Зобіньш
- Зам. директора: Айва Сімане, Індра Суханова
- Директор: Вія Міллере